# 大泉町立南小学校
大泉町立南小学校（おおいずみちょうりつ みなみしょうがっこう）は、群馬県邑楽郡大泉町仙石2丁目にある公立小学校。大泉町内の学校としては、最も歴史が古い。

## 沿革
出典
- 1873年（明治6年）10月30日 - 旧吉田村の宝積寺[1]に第一大学区42番中学区第11番小学・知新社開校。
- 1876年（明治9年） - 知新社開校となり、潤身学校（古海高徳寺）、師道学校（古戸泉福寺）、吉田学校（吉田知新社）の3校分立となる。
- 1883年（明治16年） - 学区制公布され、群馬県第176区邑楽郡第13小学校と改称。
- 1886年（明治19年） - 小学校令公布により、分校を廃し、第235学区仙石尋常小学校と改称（仙石恵光寺）。
- 1887年（明治20年） - 温習課を設置。養蚕休業が作られる。
- 1889年（明治22年） - 大川尋常小学校と改称する。
- 1890年（明治23年） - 小学校令改正。教育勅語公布、五か村組合高等小学校が設置される。
- 1910年（明治43年） - 高等科を設置し、大川尋常高等小学校と改称。
- 1923年（大正12年）6月26日 - 新築校舎が完成し、恵光寺平屋を移して、校舎を現位置に移転する。
- 1936年（昭和11年） - 増築校舎落成。
- 1941年（昭和16年） - 児童通学班設置。同年、国民学校令により、大川国民学校と改称。
- 1943年（昭和18年） - 増築校舎落成。
- 1947年（昭和22年） - 学制改革により、大川村立大川小学校と改称。
- 1948年（昭和23年） - 大川小学校PTA結成。学校給食開始。校歌制定。
- 1952年（昭和27年） - 校舎増築落成。
- 1957年（昭和32年）3月31日 - 大川村と小泉町が合併した大泉町発足により、大泉町立大川小学校と改称。
- 1958年（昭和33年） - 校名変更により、大泉町立南小学校と改称。
- 1963年（昭和38年） - 講堂兼屋内運動場落成。
- 1971年（昭和46年）4月1日 - 大泉町立南小学校区より分離し、大泉町立西小学校開校（校舎完成まで南小にて教育活動を行う）。[要出典]
- 1972年（昭和47年） - 西小学校が、南小学校より分離し、新校舎に移る。
- 1973年（昭和48年） - 開校100年の記念式典を挙行。
- 1974年（昭和49年） - 低学年棟竣工。
- 1975年（昭和50年） - 管理棟竣工。
- 1976年（昭和51年） - 高学年棟竣工。
- 1981年（昭和56年） - 体育館竣工。
- 1984年（昭和59年） - プール改装工事。
- 1986年（昭和61年） - 校庭散水栓（スプリンクラー）設置。
- 1989年（平成元年） - 低学年棟校舎内外装工事。
- 1990年（平成2年） - 高学年棟校舎、管理棟校舎、体育館外装工事。
- 1991年（平成3年） - コンピュータ室に児童用パソコン設置。管理棟内装工事、プールと機械室等の内外装工事。
- 1992年（平成4年） - テレビ・放送システムの全面改修。
- 1993年（平成5年） - 開校120周年記念事業実施。記念碑建立。二宮金次郎像移転。
- 1997年（平成9年） - コンピュータ室移設工事。
- 1999年（平成11年） - 中庭駐車場舗装工事。
- 2003年（平成15年） - コンピュータによる図書の管理の実施。
- 2005年（平成17年） - 各教室エアコン設置。
- 2006年（平成18年） - 土曜学校設置
- 2008年（平成20年） - 公共下水道へ直結。教職員用事務パソコンの設置。地デジ対応テレビの設置。
- 2009年（平成21年） - 開校135周年。3学期制の対応。校庭遊具改修。
- 2010年（平成22年） - 受水槽改修工事。
- 2011年（平成23年） - スプリンクラー改修工事。
- 2013年（平成25年） - 低学年棟耐震工事。
- 2014年（平成26年） - 高学年棟耐震工事。
- 2015年（平成27年） - 管理棟耐震工事。
- 2018年（平成30年） - プール塀工事。
- 2019年（令和元年） - 体育館照明LED化工事。
- 2021年（令和3年） - 南小校舎長寿命化改修工事。
- 2022年（令和4年） - 南小校舎長寿命化改修工事。
- 2023年（令和5年）10月26日 - 開校150周年記念イベント開催[3]。

## 学区
- 群馬県邑楽郡大泉町[4]
  - 富士1丁目（一部）
  - 富士3丁目（一部）
  - 丘山
  - 仙石1丁目
  - 仙石2丁目（一部）
  - 仙石3丁目（一部）
  - 仙石4丁目
  - 大字仙石
  - 吉田
  - 古海
  - 日の出
    - これは、行政区で18区、19区、20区、21区、22区、23区、24区、30区に該当する地区となる。

## アクセス
- 朝日自動車KM63系統で、「大泉南小学校前」停留所下車後、徒歩。
- 東武鉄道小泉線西小泉駅より、
  - 徒歩約2km・約30分。
  - 上述の朝日自動車KM63系統に乗車し4分、「大泉南小学校」停留所下車後、徒歩。